# Grasa
Grasa est un village de la province de Huesca, situé à environ douze kilomètres au sud-est de la ville de Sabiñánigo, dans la Guarguera, sur la rive gauche du Guarga. Il se trouve à proximité des villages d'Arraso et de Gésera. Grasa comptait plus de 40 habitants au début du XXe siècle, contre 4 aujourd'hui.